# Chanathip Songkrasin
Chanathip Songkrasin (tiếng Thái: ชนาธิป สรงกระสินธ์, sinh ngày 5 tháng 10 năm 1993) còn có biệt danh là Jay (tiếng Thái: เจ), là một cầu thủ bóng đá chuyên nghiệp người Thái Lan đang thi đấu cho câu lạc bộ BG Pathum United F.C. ở giải Thai League, và đội tuyển quốc gia Thái Lan. Anh là cựu đội trưởng của đội tuyển quốc gia.
Chanathip được đánh giá là cầu thủ xuất sắc nhất của bóng đá Đông Nam Á trong thời đại của anh với các thành tích như cùng đội tuyển Thái Lan ba lần vô địch AFF Cup vào các năm 2014, 2016, 2020 và đoạt luôn danh hiệu "Cầu thủ xuất sắc nhất" ở cả ba kỳ mà anh tham gia và đăng quang. Ở cấp độ trẻ, Chanathip cùng Olympic Thái Lan giành hai tấm huy chương vàng tại SEA Games 2013 và SEA Games 2015; cũng như đứng hạng tư tại ASIAD 2014.
Ở cấp câu lạc bộ, Chanathip là cầu thủ Đông Nam Á xuất ngoại thành công nhất khi đã có bảy mùa giải thi đấu ở J.League, giải đấu hạng cao nhất của bóng đá chuyên nghiệp Nhật Bản. Anh từng lọt vào đội hình tiêu biểu J1 League 2018 do ban tổ chức giải bầu chọn. Vì có lối chơi tương đồng với siêu sao Lionel Messi nên anh được người hâm mộ và truyền thông Thái Lan đặt biệt danh là "Messi Thái Lan"

## Niên thiếu
Chanathip Songkrasin sinh ra và lớn lên ở Sam Phran, Nakhon Pathom, miền Trung Thái Lan, trong một gia đình bình dân mưu sinh bằng một cửa hàng bán bánh kẹo. Và nếu như Chanathip có biệt danh "Messi Thái" (Messi Jay) thì bố của anh, ông Kongpob Songkrasin – một cầu thủ phong trào hâm mộ danh thủ Diego Maradona được dân "phủi" ở địa phương gọi là "Maradona Thái Lan" (Maradona Jay). Chanathip từng thổ lộ rằng: "Bố tôi được mệnh danh là "Maradona Thái Lan". Nhưng thực tế là ông ấy đá bóng rất dở. Bố tôi cuồng mộ Maradona và nghĩ tôi cũng yêu Maradona như ông. Tôi yêu bố nhưng bây giờ là kỷ nguyên của Lionel Messi. Tôi hãnh diện khi được người hâm mộ gọi mình là Messi Jay. Nhưng nếu được lựa chọn, tôi muốn mình là Jay Chanathip".
"Maradona Thái" chính là người thầy dạy bóng đá đầu tiên của "Messi Thái". Khi Chanathip lên 4 tuổi, nhận thấy khả năng chơi bóng của con trai, Kongpob Songkrasin đã bắt đầu dạy con những kỹ thuật và kỹ năng chơi bóng cơ bản. Cầu thủ này từng chia sẻ rằng: "Bố luôn nói với tôi rằng, tôi thua thiệt đồng đội vì thể trạng nhỏ bé nên tôi cần phải có những kỹ thuật cơ bản nhất của bóng đá. Ông chơi bóng tồi nhưng lại là người thầy vĩ đại nhất của tôi".

## Sự nghiệp câu lạc bộ

### BEC Tero Sasana
Chanathip lần đầu được gọi lên đội 1 của BEC Tero Sasana FC đầu năm 2012 bởi HLV Andrew Ord- người từng dẫn dắt anh ở đội trẻ. Anh ghi bàn thắng đầu tiên cho CLB ngày 6 tháng 5 năm đó trước Thai Port FC ở Thai League. Cuối mùa bóng đó, anh nhận giải cầu thủ trẻ xuất sắc nhất Thai League 2012.

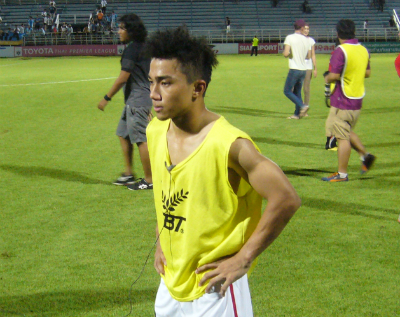
Chanathip năm 2015, khi còn thi đấu cho BEC Tero Sasana.

Năm 2013, Chanathip nhận được nhiều lời mời sang thử việc ở một số câu lạc bộ nước ngoài như Gamba Osaka, Shimizu S-Pulse của Nhật Bản hay thậm chí là đội bóng đang thi đấu ở Bundesliga là Hamburg SV. Mặc dù đứng trước cơ hội trở thành cầu thủ Thái Lan thứ hai sau Witthaya Laohakul thi đấu ở Bundesliga, Chanathip đã quyết định ở lại quê hương để phát triển sự nghiệp.

### Muangthong United
Sau khi trải qua mùa bóng suýt rớt hạng năm 2015, BEC Tero rơi vào cảnh nợ nần khó khăn buộc họ phải bán đi nhiều ngôi sao trong đội hình. Ngay lập tức đại gia Thai League là Muangthong United đã nhảy vào bàn đàm phán để hỏi mua một số cầu thủ của đội bóng này. Và ngày 27 tháng 1 năm 2016, Muangthong tuyên bố họ đã có ba cầu thủ của BEC Tero là Chanathip, Tanaboon Kesarat và Peerapat Notchaiya dưới bản hợp đồng cho mượn đến hết mùa giải 2016 kèm theo điều khoản mua đứt.
Chanathip ghi bàn đầu tiên cho CLB mới ngày 1 tháng 5 năm 2016 trong trận đấu với Chonburi FC ở vòng 9 Thai League. Ngay trong ngày hôm sau anh được Muangthong mua đứt với mức giá không tiết lộ trong kì chuyển nhượng giữa mùa. Chanathip trở thành trụ cột không thể thiếu của đội bóng, góp công vào chức vô địch Thai League và Thai League Cup của Muangthong United cuối năm 2016.
Sau khi cùng CLB giành thêm Thai Champions Cup 2017, Chanathip cùng Muangthong gây ấn tượng mạnh ở đấu trường châu lục AFC Champions League 2017. Rơi vào bảng đấu với những đối thủ mạnh như Ulsan Hyundai của Hàn Quốc, Kashima Antlers của Nhật Bản và Brisbane Roar của Úc, Muangthong giành được 4 điểm trong 2 trận đầu tiên (hòa Brisbane và thắng Kashima). Bản thân Chanathip giành giải thưởng cầu thủ hay nhất trong cả hai trận đó, ngoài ra anh còn được tiểu ban chuyên môn AFC bình chọn là Cầu thủ xuất sắc nhất ở lượt trận khai mạc vòng bảng và cũng là cầu thủ xuất sắc tháng của AFC. Ở lượt cuối vòng bảng, Chanathip đã ghi được bàn thắng đầu tiên cho cá nhân anh ở cúp C1 châu Á trong chiến thắng 3-0 trước Brisbane Roar, giúp Muangthong đi tiếp vào vòng knock out với vị trí nhì bảng. Tuy nhiên Chanathip và các đồng đội đã để thua Kawasaki Frontale ở vòng 1/8 và chấp nhận dừng bước.

### Consadole Sapporo
Tháng 12 năm 2016, Muangthong nhận được một lời đề nghị cho mượn Chanathip từ đội bóng J-League Consadole Sapporo, đội bóng mà Lê Công Vinh từng thi đấu. Lời đề nghị của đội bóng Nhật Bản này xuất phát từ màn trình diễn xuất sắc của Chanathip ở AFF Cup 2016. Theo thỏa thuận, Chanathip vẫn sẽ thi đấu ở Muangthong trong nửa đầu mùa giải 2017 và sẽ sang Nhật Bản thi đấu vào tháng 7 năm đó.
Ngày 11 tháng 1 năm 2017, Consadole Sapporo chính thức công bố họ đã sở hữu Chanathip và anh sẽ là bản hợp đồng mới nhất xuất hiện ở J-League 2017. Sau khoảng một tháng gia nhập CLB Consadole Sapporo theo hợp đồng cho mượn 18 tháng từ Muangthong United, anh đã có trận đấu ra mắt chính thức vào ngày 26 tháng 7 năm 2017. Ở trận đấu play-off lượt về J-League Cup gặp Cerezo Osaka, Chanathip được tung vào sân đầu hiệp hai và đã chơi tốt. Anh tạo ra nhiều cơ hội ghi bàn cho các đồng đội nhưng họ đều bỏ lỡ và cuối cùng thua 0-1. Dù đội nhà thua trận và bị loại nhưng màn ra mắt của Chanathip vẫn được đánh giá cao, được đánh giá là một cầu thủ có chiều cao khiêm tốn nhưng sở hữu nền tảng thể lực và kỹ thuật tuyệt vời.
Vào ngày 29 tháng 7 năm 2017, Chanathip được xếp vào đội hình xuất phát trong trận đấu với Urawa Red Diamonds ở J1 League. Đây là trận đấu đầu tiên của anh tại giải J1 League. Bên cạnh đó, anh trở thành cầu thủ bóng đá Thái Lan đầu tiên xuất hiện ở giải VĐQG hàng đầu trong hệ thống giải đấu bóng đá chuyên nghiệp của Nhật Bản (trước đây, những cầu thủ Thái khác chỉ xuất hiện ở hạng bán chuyên nghiệp bóng đá Nhật Bản hoặc tầng dưới chuyên nghiệp).
Anh đã ghi bàn thắng đầu tiên ở J-League trong trận hòa 3-3 trên sân của Cerezo Osaka vào ngày 2 tháng 3 năm 2018.
Sau nửa mùa giải J1 League 2018, Chanathip đã thích nghi với môi trường bóng đá Nhật Bản và chứng tỏ khả năng của mình khi ghi được 4 bàn thắng và có 3 kiến tạo thành bàn trong 14 lần ra sân cho Consadole. Trong trận đấu với Avispa Fukuoka tại Cúp Hoàng Đế 2018, anh đã để lại dấu ấn với 1 bàn thắng đẹp và 1 kiến tạo thành bàn, góp phần giúp Consadole vượt qua đối thủ với tỷ số 4-0. Ban lãnh đạo Consadole Sapporo rất hài lòng với những gì Chanathip đã thể hiện và họ bày tỏ mong muốn mua đứt anh. Vào ngày 13 tháng 7 năm 2018, Chanathip đã ký hợp đồng dài hạn với Consadole Sapporo và anh sẽ chính thức là cầu thủ của CLB vào ngày 1 tháng 2 năm 2019. Như vậy Chanathip đã trở thành cầu thủ Thái Lan đầu tiên ký hợp đồng chính thức với một CLB đang thi đấu tại J1 League.
Vào ngày 3 tháng 12 năm 2018, sau khi ra sân 31 trận trong cả mùa bóng, ghi 9 bàn thắng và có 2 đường kiến tạo giúp Consadole Sapporo đạt vị trí thứ 4 ở J1 League 2018, Chanathip đã được các đồng đội bầu chọn là cầu thủ xuất sắc nhất mùa giải của câu lạc bộ. Sau đó, anh được bình chọn là một trong những cầu thủ trong đội hình tiêu biểu của J.League của mùa giải năm đó.
Ngày 20 tháng 12 năm 2018, trong đêm gala tổng kết năm 2018 của bóng đá Thái Lan, Chanathip đã nhận giải Quả bóng vàng Thái Lan dành cho cầu thủ Thái Lan xuất sắc nhất năm 2018.
Ngày 2 tháng 8 năm 2020, trong trận đấu giữa Consadole Sapporo và Vissel Kobe, đội trưởng Hiroki Miyazawa rời sân ở phút 73 và nhường lại tấm băng thủ quân cho Chanathip. Điều này giúp Chanathip trở thành cầu thủ đầu tiên của Thái Lan nhận vinh dự đeo băng đội trưởng tại J.League. Dù vậy, Chanathip chỉ đeo băng đội trưởng được ít phút, trước khi anh thể hiện sự khiêm nhường bằng việc trao lại cho Takuma Arano, người lập một cú đúp cho Consadole Sapporo trận này.

### Kawasaki Frontale

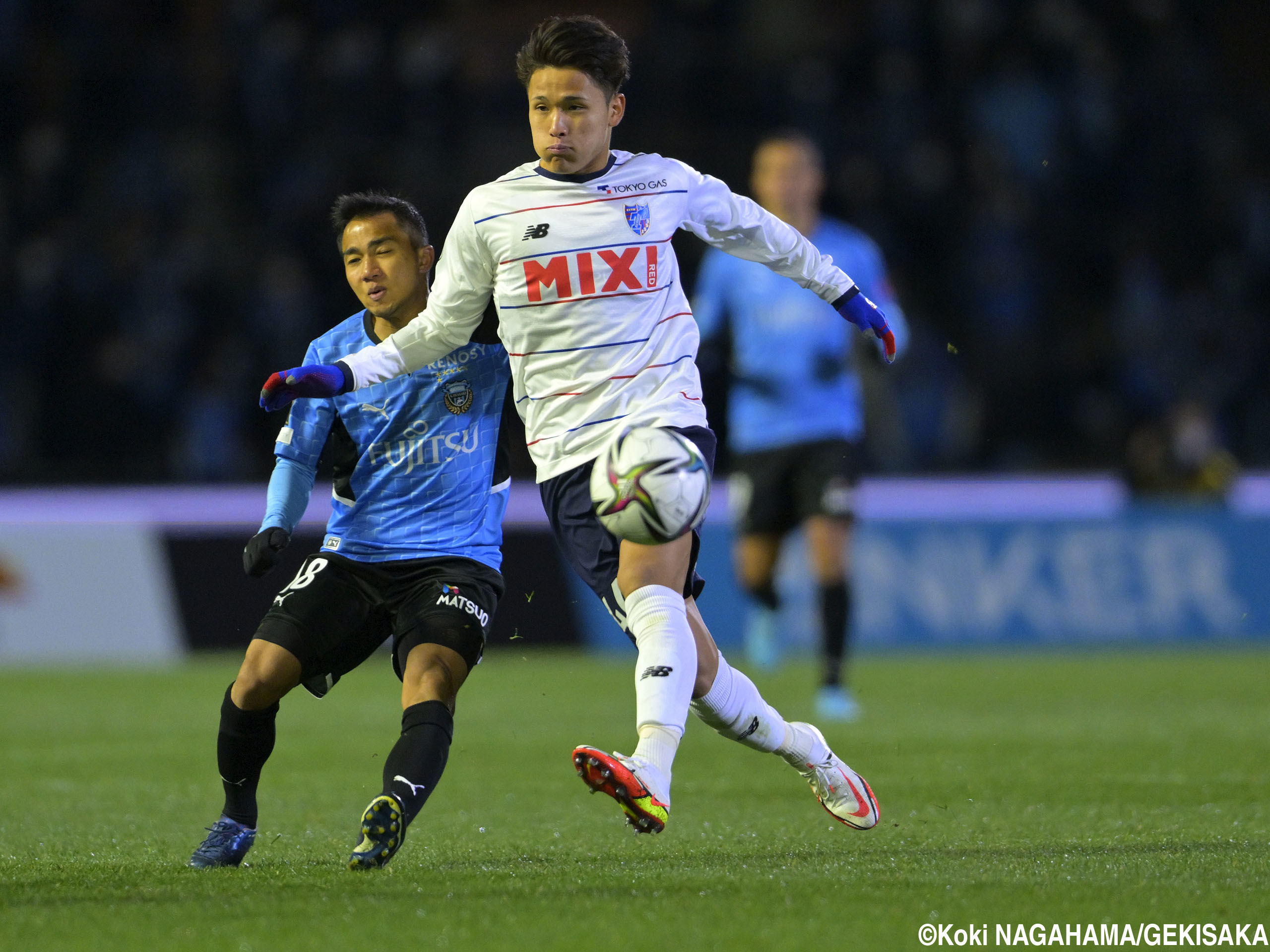
Chanatip (trái) trong màu áo Kawasaki Frontale.

Vào tháng 1 năm 2022, Chanathip gia nhập đương kim vô địch J.League Kawasaki Frontale với mức phí chuyển nhượng khoảng 3,8 triệu USD, phá kỷ lục giá chuyển nhượng cao nhất của J-League.
Vào tháng 3 năm 2022, Chanathip có pha kiến tạo đầu tiên cho đội bóng mới trong trận đấu với Nagoya Grampus. Trong mùa giải 2022, anh ra sân 16 trận ở giải VĐQG Nhật Bản, thêm 6 trận ở các giải đấu khác, ghi được 2 bàn ở AFC Champions League 2022. Tuy nhiên, Chanathip không ghi được bàn nào ở J.League, còn CLB chủ quản để vuột mất ngôi vô địch vào tay Yokohama F. Marinos mùa giải đó.
Ngày 20 tháng 7 năm 2022, Chanathip có tên trong đội hình xuất phát của Kawasaki trong trận giao hữu với Paris Saint-Germain. Trận đấu chỉ là một phần trong chuyến du đấu trước mùa giải của PSG, nhưng là cơ hội để Chanathip có thể đối đầu với thần tượng Lionel Messi.
Ngày 8 tháng 3 năm 2023, Chanathip ghi dấu ấn khi góp mặt trong 90 phút và góp 1 bàn thắng trong thất bại 2-3 của Kawasaki Frontale trước Shimizu S-Pulse ở Cúp Hoàng đế. Tuy nhiên, anh chủ yếu chơi cho đội dự bị từ đầu mùa giải 2023. Dường như Kawasaki không còn cần tới Chanathip. Từ giai đoạn cuối năm 2022 tới nay, tần suất anh xuất hiện trong đội hình Kawasaki ít dần.

### B.G Pathum United
Tháng 6 năm 2023, Chanathip quyết định hồi hương trở lại Thai League để gia nhập câu lạc bộ BG Pathum United sau khi trải qua quãng thời gian không thành công tại Kawasaki Frontale.

## Sự nghiệp quốc tế

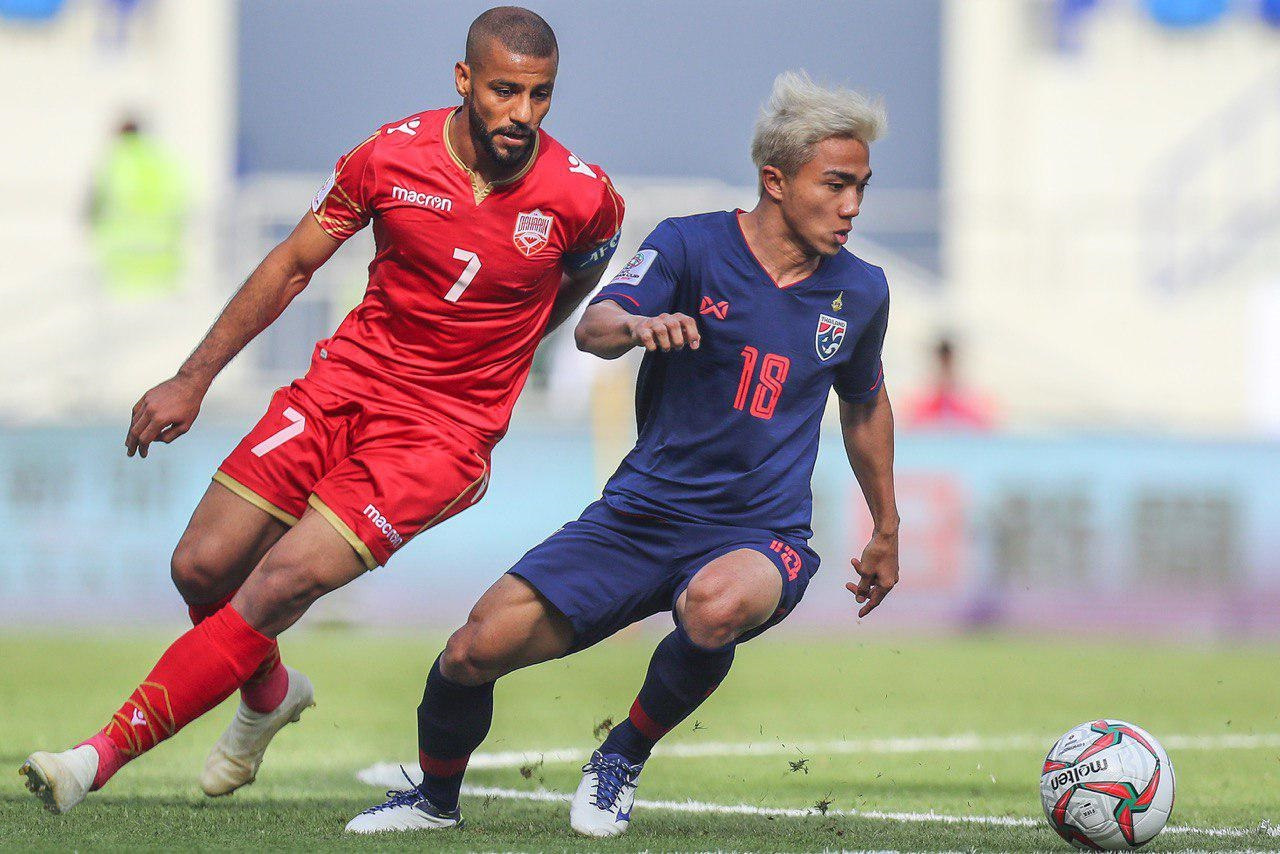
Chanathip trong trận gặp Bahrain ở Asian Cup 2019.

Chanathip khởi đầu sự nghiệp quốc tế cùng đội U-20 Thái Lan, anh cùng đội tham dự VCK U-19 châu Á 2012.
Sau mùa giải 2012 chói sáng, Chanathip được HLV tuyển Thái Lan Winfried Schäfer triệu tập tham dự King's Cup 2012 và AFF Cup 2012. Anh là cầu thủ trẻ nhất trong các cầu thủ được triệu tập khi đó khi mới 19 tuổi. Ở AFF Cup năm đó, Chanathip không thể hiện được gì nhiều do chủ yếu ngồi dự bị. Trận đấu duy nhất anh được ra sân là trận cuối cùng của vòng bảng gặp Việt Nam khi Thái Lan đã sớm giành vé đi tiếp. Thái Lan kết thúc AFF Cup 2012 với vị trí Á quân sau khi thua Singapore sau hai lượt trận chung kết.
Tháng 2 năm 2013, Chanathip ghi bàn thắng đầu tiên cho đội tuyển ở vòng loại Asian Cup 2015, đó là bàn thắng duy nhất của Thái Lan trong trận thua Kuwait 1-3 trên sân nhà. Bước ngoặt lớn nhất trong sự nghiệp quốc tế của Chanathip đến khi huyền thoại Kiatisak Senamuang trở thành HLV trưởng của ĐTQG vào tháng 6 năm 2013. Kể từ đó, anh luôn được Kiatisak trọng dụng thường xuyên và những đóng góp cũng nhiều hơn trước. Trong trận giao hữu mà Kiatisak ra mắt trước Trung Quốc, Chanathip đã đóng góp 1 bàn thắng giúp Thái Lan thắng 5-1.
Cuối năm 2013, Chanathip đã có danh hiệu đầu tiên trong sự nghiệp thi đấu quốc tế khi cùng U-23 Thái Lan vô địch SEA Games 2013 tại Myanmar sau khi thắng U-23 Indonesia với tỉ số 1-0. Anh tiếp tục cùng U-23 Thái Lan thi đấu thành công ở đấu trường châu lục khi giành vị trí thứ 4 chung cuộc ở ASIAD 2014 tại Hàn Quốc, bản thân Chanathip đã ghi 2 bàn tại giải đấu này.
Chanathip nằm trong đội hình vô địch AFF Cup 2014. Anh ghi bàn thắng đầu tiên tại giải trong trận thắng Philippines 3-0 ở bán kết lượt về, và bàn thắng thứ hai đến ở trận chung kết lượt về trước Malaysia bằng một cú sút xa quyết đoán, giúp Thái Lan giành được chức vô địch AFF Cup đầu tiên sau 12 năm. Bên cạnh chức vô địch, Chanathip còn được nhận danh hiệu Cầu thủ xuất sắc nhất giải đấu dù khi đó mới 21 tuổi.
Tháng 5 năm 2015, anh được triệu tập vào ĐTQG để thi đấu trận mở màn vòng loại World Cup 2018 gặp Việt Nam. Cùng năm đó, Chanathip cùng U23 Thái Lan bảo vệ thành công chiếc HCV SEA Games 2015 tại Singapore. Đến cuối năm 2016, Chanathip một lần nữa cùng Thái Lan bảo vệ thành công danh hiệu AFF Cup 2016 sau khi vượt qua Indonesia ở chung kết với tổng tỷ số 3-2 sau hai lượt trận. Và bản thân anh lần thứ hai trong sự nghiệp được trao giải thưởng "Cầu thủ xuất sắc nhất" ở giải năm đó. Anh cũng trở thành cầu thủ Đông Nam Á đầu tiên hai lần giành được danh hiệu cá nhân này.
Tại vòng chung kết Asian Cup 2019, sau màn trình diễn tồi tệ trong trận mở màn trước Ấn Độ, Chanathip ghi bàn thắng duy nhất ở lượt trận thứ hai gặp Bahrain bằng một cú vô lê đẹp mắt, giúp Thái Lan vượt qua đối thủ với tỉ số 1-0. Đây cũng là bàn thắng duy nhất của anh tại giải đấu này, giúp Thái Lan vượt qua vòng bảng Asian Cup lần đầu tiên kể từ năm 1972. Tuy nhiên, anh và các đồng đội phải dừng bước ở vòng 1/8 do thất bại trước Trung Quốc.
Tháng 8 năm 2019, Chanathip cùng ba cầu thủ Thái Lan đang chơi bóng ở nước ngoài khác là Theerathon Bunmathan, Thitipan Puangchan và Kawin Thamsatchanan được HLV Akira Nishino triệu tập vào ĐTQG để chuẩn bị cho trận đấu với Việt Nam ở vòng loại World Cup 2022.
Vào tháng 12 năm 2021, do J-League kết thúc sớm một ngày trước khi AFF Cup khởi tranh, Chanathip được HLV Alexandre Polking triệu tập vào ĐTQG để thi đấu ở AFF Cup 2020, với mục tiêu đòi lại ngôi vương từ tay Việt Nam. Anh lần đầu tiên được bầu làm đội trưởng của tuyển Thái Lan trước thềm giải đấu. Đây là kỳ AFF Cup mà Chanathip đã chói sáng với 4 bàn thắng, bao gồm một cú đúp trong trận bán kết trước Việt Nam và hai bàn còn lại ghi trong trận chung kểt trước Indonesia, giúp Thái Lan lần thứ sáu giành chức vô địch khu vực. Anh cũng được vinh danh là Cầu thủ xuất sắc nhất AFF Cup lần thứ ba trong sự nghiệp.

## Phong cách thi đấu
Chanatip thường chơi ở vị trí của tiền vệ chuyên kiến thiết cơ hội cho các tiền đạo. Anh được biết đến với tốc độ, sự nhanh nhẹn, và kỹ thuật cá nhân rất tốt của mình, có thể xử lý bóng rất khéo trước 3 cầu thủ đối phương. Chanathip cũng có một vũ khí đặc biệt khác là những cú sút xa hiểm hóc và chính xác từ ngoài vòng cấm. Kongphop Songkrain, bố của Chanathip, và huấn luyện viên đầu tiên của anh ta sau đó đã tiết lộ rằng ông đã đào tạo con trai mình theo phong cách thần tượng của ông là Diego Maradona.

## Thống kê sự nghiệp

### Câu lạc bộ
Tính đến 27 tháng 2 năm 2021 
| CLB                 | Mùa                 | Giải quốc nội       | Giải quốc nội | Giải quốc nội | Cúp quốc gia | Cúp quốc gia | Cúp liên đoàn | Cúp liên đoàn | Châu Á | Châu Á | Khác | Khác | Tổng cộng | Tổng cộng |
| CLB                 | Mùa                 | Hạng đấu            | Trận          | Bàn           | Trận         | Bàn          | Trận          | Bàn           | Trận   | Bàn    | Trận | Bàn  | Trận      | Bàn       |
| ------------------- | ------------------- | ------------------- | ------------- | ------------- | ------------ | ------------ | ------------- | ------------- | ------ | ------ | ---- | ---- | --------- | --------- |
| Police Tero         | 2012                | Thai League 1       | 28            | 4             | 2            | 0            | 3             | 0             | –      | –      | –    | –    | 33        | 4         |
| Police Tero         | 2013                | Thai League 1       | 26            | 3             | 1            | 0            | 1             | 0             | –      | –      | –    | –    | 28        | 3         |
| Police Tero         | 2014                | Thai League 1       | 27            | 4             | 0            | 0            | 5             | 0             | –      | –      | –    | –    | 32        | 4         |
| Police Tero         | 2015                | Thai League 1       | 23            | 2             | 1            | 0            | 1             | 0             | –      | –      | –    | –    | 25        | 2         |
| Police Tero         | Tổng cộng           | Tổng cộng           | 104           | 13            | 4            | 0            | 10            | 0             | –      | –      | –    | –    | 118       | 13        |
| Muangthong United   | 2016                | Thai League 1       | 27            | 3             | 1            | 0            | 3             | 0             | 2[a]   | 0      | 1[b] | 0    | 34        | 3         |
| Muangthong United   | 2017                | Thai League 1       | 17            | 2             | 0            | 0            | 0             | 0             | 8[c]   | 1      | 1[d] | 0    | 26        | 3         |
| Muangthong United   | Tổng cộng           | Tổng cộng           |               | 5             | 1            | 0            | 3             | 0             | 10     | 1      | 2    | 0    | 60        | 6         |
| Consadole Sapporo   | 2017                | J1 League           | 16            | 0             | 0            | 0            | 1             | 0             | –      | –      | –    | –    | 17        | 0         |
| Consadole Sapporo   | 2018                | J1 League           | 30            | 8             | 1            | 1            | 0             | 0             | –      | –      | –    | –    | 31        | 9         |
| Consadole Sapporo   | 2019                | J1 League           | 28            | 4             | 0            | 0            | 2             | 0             | –      | –      | –    | –    | 30        | 4         |
| Consadole Sapporo   | 2020                | J1 League           | 18            | 1             | 0            | 0            | 2             | 0             | –      | –      | –    | –    | 20        | 1         |
| Consadole Sapporo   | 2021                | J1 League           | 23            | 1             | 0            | 0            | 2             | 0             | –      | –      | –    | –    | 25        | 1         |
| Consadole Sapporo   | Tổng cộng           | Tổng cộng           | 115           | 15            | 1            | 1            | 7             | 0             | 0      | 0      | 0    | 0    | 123       | 16        |
| Kawasaki Frontale   | 2022                | J1 League           | 16            | 0             | 0            | 0            | 1             | 0             | 3      | 2      | 1    | 0    | 22        | 2         |
| Kawasaki Frontale   | 2023                | J1 League           | 0             | 0             | 1            | 1            | 0             | 0             | 0      | 0      | —    | —    | 1         | 1         |
| Kawasaki Frontale   | Tổng cộng           | Tổng cộng           | 16            | 0             | 1            | 1            | 1             | 0             | 3      | 2      | 1    | 0    | 23        | 3         |
| Tổng cộng sự nghiệp | Tổng cộng sự nghiệp | Tổng cộng sự nghiệp | 279           | 34            | 7            | 2            | 21            | 0             | 13     | 3      | 3    | 0    | 324       | 39        |

### Quốc tế
Tính đến 19 tháng 6 năm 2023 
| Đội tuyển quốc gia | Năm       | Trận | Bàn |
| ------------------ | --------- | ---- | --- |
| Thái Lan           | 2012      | 2    | 0   |
| Thái Lan           | 2013      | 3    | 2   |
| Thái Lan           | 2014      | 7    | 2   |
| Thái Lan           | 2015      | 5    | 0   |
| Thái Lan           | 2016      | 16   | 1   |
| Thái Lan           | 2017      | 6    | 0   |
| Thái Lan           | 2018      | 4    | 0   |
| Thái Lan           | 2019      | 10   | 3   |
| Thái Lan           | 2021      | 3    | 4   |
| Thái Lan           | 2022      | 2    | 0   |
| Thái Lan           | 2023      | 4    | 0   |
| Tổng cộng          | Tổng cộng | 62   | 12  |

### Bàn thắng cho các đội tuyển

#### U-23 Thái Lan
| #  | Thời gian           | Địa điểm           | Đối thủ           | Bàn thắng | Kết quả | Giải đấu                      |
| -- | ------------------- | ------------------ | ----------------- | --------- | ------- | ----------------------------- |
| 1. | 6 tháng 6 năm 2012  | Bangkok, Thái Lan  | Philippines       | 6–0       | 9–1 (W) | Giao hữu                      |
| 2. | 6 tháng 6 năm 2012  | Bangkok, Thái Lan  | Philippines       | 7–0       | 9–1 (W) | Giao hữu                      |
| 3. | 30 tháng 6 năm 2012 | Viêng Chăn, Lào    | Trung Quốc        | 1–0       | 1–1 (D) | Vòng loại U-22 Asian Cup 2013 |
| 4. | 22 tháng 9 năm 2014 | Incheon, Hàn Quốc  | Indonesia         | 3–0       | 6–0 (W) | Asiad 2014                    |
| 5. | 28 tháng 9 năm 2014 | Incheon, Hàn Quốc  | Jordan            | 1–0       | 2–0 (W) | Asiad 2014                    |
| 6. | 13 tháng 6 năm 2015 | Kallang, Singapore | Indonesia         | 5–0       | 5–0 (W) | Sea Games 2015                |
| 7. | 19 tháng 1 năm 2016 | Doha, Qatar        | CHDCND Triều Tiên | 2–2       | 2–2 (D) | U-23 Asian Cup 2016           |

#### Đội tuyển quốc gia
| #   | Thời gian            | Địa điểm                                                             | Đối thủ     | Bàn thắng | Kết quả | Giải đấu                 |
| --- | -------------------- | -------------------------------------------------------------------- | ----------- | --------- | ------- | ------------------------ |
| 1.  | 6 tháng 2 năm 2013   | Sân vận động Rajamangala, Bangkok, Thái Lan                          | Kuwait      | 1–3       | 1–3 (L) | Vòng loại Asian Cup 2015 |
| 2.  | 15 tháng 6 năm 2013  | Sân vận động Trung tâm Thể thao Olympic Hợp Phì, Hợp Phì, Trung Quốc | Trung Quốc  | 4–1       | 5–1 (W) | Giao hữu                 |
| 3.  | 10 tháng 12 năm 2014 | Sân vận động Rajamangala, Bangkok, Thái Lan                          | Philippines | 1–0       | 3–0 (W) | AFF Cup 2014             |
| 4.  | 20 tháng 12 năm 2014 | Sân vận động Quốc gia Bukit Jalil, Kuala Lumpur, Malaysia            | Malaysia    | 2–3       | 2–3 (L) | AFF Cup 2014             |
| 5.  | 8 tháng 12 năm 2016  | Sân vận động Rajamangala, Bangkok, Thái Lan                          | Myanmar     | 4–0       | 4–0 (W) | AFF Cup 2016             |
| 6.  | 10 tháng 1 năm 2019  | Sân vận động Al-Maktoum, Dubai, UAE                                  | Bahrain     | 1–0       | 1–0 (W) | Asian Cup 2019           |
| 7.  | 21 tháng 3 năm 2019  | Trung tâm Thể thao Quảng Tây, Nam Ninh, Trung Quốc                   | Trung Quốc  | 1–0       | 1–0 (W) | Cúp Trung Quốc 2019      |
| 8.  | 14 tháng 11 năm 2019 | Sân vận động Quốc gia Bukit Jalil, Kuala Lumpur, Malaysia            | Malaysia    | 1–0       | 1–2 (L) | Vòng loại World Cup 2022 |
| 9.  | 23 tháng 12 năm 2021 | Sân vận động Quốc gia, Kallang, Singapore                            | Việt Nam    | 1–0       | 2–0 (W) | AFF Cup 2020             |
| 10. | 23 tháng 12 năm 2021 | Sân vận động Quốc gia, Kallang, Singapore                            | Việt Nam    | 2–0       | 2–0 (W) | AFF Cup 2020             |
| 11. | 29 tháng 12 năm 2021 | Sân vận động Quốc gia, Kallang, Singapore                            | Indonesia   | 1–0       | 4–0 (W) | AFF Cup 2020             |
| 12. | 29 tháng 12 năm 2021 | Sân vận động Quốc gia, Kallang, Singapore                            | Indonesia   | 2–0       | 4–0 (W) | AFF Cup 2020             |

## Tai tiếng
Ngày 5 tháng 6 năm 2019, Chanathip dù không thi đấu cho đội nhà trong trận Thái Lan gặp Việt Nam ở King's Cup 2019 do chấn thương, đã có một dòng trạng thái ngắn viết bằng tiếng Thái trên trang Facebook cá nhân tạm dịch là: "Tát vào cái mặt chết tiệt", cùng dấu hiệu cười "haha". Cùng lúc này, ở phút 62 của trận đấu, đồng đội của anh là Thitipan Puangchan đã tát thẳng vào mặt của Đoàn Văn Hậu của Việt Nam trong lúc cầu thủ hai bên đang xô xát trong một pha vạ chạm, khiến Văn Hậu gục xuống sân. Nhận ra dòng trạng thái trên trùng với thời điểm xảy ra va chạm, cộng thêm nhiều tình huống mà tuyển Thái Lan chơi xấu trước đó, nhiều cổ động viên Việt Nam cho rằng Chanathip muốn khiêu khích. Bài viết ngay sau đó nhận bão icon "phẫn nộ" cùng lượt chia sẻ và bình luận rất lớn của người dùng Facebook từ Việt Nam. Đa số người dùng có tên tiếng Việt, bình luận bằng tiếng Việt, tiếng Anh lẫn tiếng Thái với nội dung tức giận, thậm chí thóa mạ Chanathip. Tiền vệ sinh năm 1993 cuối cùng phải xoá dòng trạng thái này - khi ấy đã thu hút hơn 10.000 bình luận.[5]
Sau đó khoảng hai ngày, cầu thủ 26 tuổi đã phải chính thức gửi lời xin lỗi bằng tiếng Việt tới toàn thể đội tuyển cũng như người hâm mộ bóng đá Việt Nam trên Facebook."Gửi đến Đội tuyển Việt Nam và tất cả Cổ động viên Việt Nam," Anh viết. "Đầu tiên, tôi muốn gửi lời xin lỗi đến cầu thủ Đoàn Văn Hậu và đội tuyển Việt Nam vì những hành động mà bản thân đã gây ra. "Tôi muốn gửi lời xin lỗi chân thành đến tất cả các cổ động viên Việt Nam về những gì tôi đã nói. Đây thực sự là lỗi của tôi và tôi thành thật cảm thấy có lỗi về những việc mình đã làm. "Theo tôi, Thái Lan và Việt Nam là những đối thủ mạnh nhất tại ASEAN trong thời điểm hiện tại. Và hơn tất cả, chúng ta là những người bạn để cùng nhau xây dựng và phát triển nền bóng đá ASEAN trở nên tốt hơn. "Từ bây giờ, tôi thật sự hy vọng tất cả các cầu thủ và cổ động viên có thể dừng sự tranh chấp mâu thuẫn này lại, và giúp đỡ nhau cho một Thái Lan, Việt Nam và tất cả các quốc gia trong khu vực ASEAN trong tương lai. Một lần nữa, xin cảm ơn và chân thành xin lỗi."
Ngày 30 tháng 12 năm 2019, Chanathip đã có một phát biểu gây tranh cãi mang tính so sánh về thu nhập giữa cầu thủ Thái Lan và Việt Nam. Khi được hỏi về cơ hội chiến thắng cho Thái Lan trước Việt Nam ở vòng loại World Cup 2022, anh nói rằng: "Hãy nhìn sang Việt Nam đi. Các cầu thủ của họ đâu có được mức thu nhập cao như chúng ta. Chính vì thế, họ luôn vào trận với ý chí chiến đấu rất cao, đầy khao khát và kỷ luật. Theo tôi, cầu thủ Thái Lan cần chuyên nghiệp hơn, thể hiện quyết tâm chiến thắng nhiều hơn".
Ngày 26 tháng 12 năm 2021, sau hai lượt trận của vòng bán kết AFF Cup 2020, tuyển Việt Nam để thua chung cuộc trước Thái Lan với tỷ số 0-2 và bị loại. Không lâu sau khi trận lượt về kết thúc, tài khoản Instagram có tên porsch.ari chế một bức hình nhằm mục đích châm biếm tuyển Việt Nam, đăng tải lên phần story và gắn thẻ jaychanathip (tên tài khoản Instagram của Chanathip) và changsuek (trang Instagram của ĐTQG Thái Lan). Cụ thể, porsch.ari đăng hình vẽ của hai cậu bé. Một người mặc áo thi đấu của tuyển Thái Lan màu xanh dương (tượng trưng cho cầu thủ Thái Lan), người còn lại mặc áo tuyển Việt Nam màu đỏ (tượng trưng cho cầu thủ Việt Nam). Cậu bé áo xanh quay sang ghé vào tai cậu bé áo đỏ và chỉ nói: "Chanathip". Ngay lập tức, người mặc áo đỏ đã phóng nước tiểu ra quần vì sợ hãi. Sau đó, Chanathip chia sẻ lại bức ảnh này trên trang Instagram của anh với ý muốn nói rằng tuyển Việt Nam rất sợ mình vì thực tế Thái Lan chưa bao giờ thua Việt Nam khi có Chanathip thi đấu. Đây được coi như một động thái nhằm cười nhạo đội bóng của HLV Park Hang-seo sau khi tuyển Việt Nam bị Thái Lan biến thành cựu vương tại AFF Cup.

## Thành tích

### Câu lạc bộ
BEC Tero Sasana
- Cúp Liên đoàn bóng đá Thái Lan (1): 2014

Muangthong United
- Giải bóng đá vô địch quốc gia Thái Lan (1): 2016
- Cúp Liên đoàn bóng đá Thái Lan (1): 2016
- Siêu cúp bóng đá Thái Lan (1): 2017

BG Pathum United
- Cúp Liên đoàn bóng đá Thái Lan (1): 2023–24

### Quốc tế
ĐTQG Thái Lan
- Giải vô địch bóng đá Đông Nam Á (3): 2014, 2016, 2020
- King's Cup (2): 2016, 2024

U-23 Thái Lan
- Huy chương vàng bộ môn bóng đá nam SEA Games (2): 2013, 2015

U-19 Thái Lan
- Giải vô địch bóng đá U-19 Đông Nam Á: 2011

### Cá nhân
- Cầu thủ trẻ xuất sắc nhất Thai League 2012: 1

2012
- Cầu thủ xuất sắc nhất giải: 2

2014, 2016, 2020
- Cầu thủ hay nhất trận đấu của AFC Champions League: 2

2017 Brisbane Roar 0 - 0 Muangthong United
2017 Muangthong United 2 - 1 Kashima Antlers
- Phần thưởng FA Thailand
  - Phần thưởng chủ tịch (1): 2017